# Sistema coluna dorsal-lemnisco medial

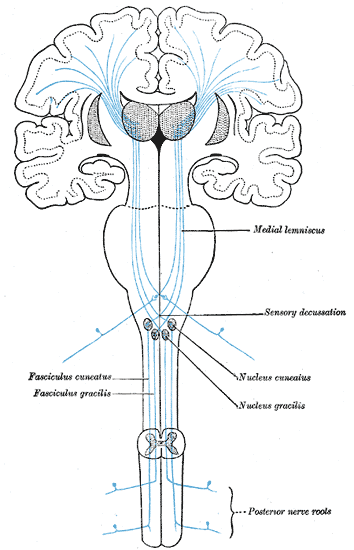
Originando-se de receptores periféricos, o sistema coluna dorsal-lemnisco medial transmite toque fino e consciência proprioceptiva em direção ao córtex cerebral

Corte transversal da medula espinhal

O sistema coluna dorsal-lemnisco medial é a via sensorial responsável por transmitir as informações de tato fino, vibração e consciência proprioceptiva do corpo para o córtex cerebral. Ele transmite informações vindas do corpo para o giro pós-central no córtex cerebral. Ele é uma das duas vias principais que transmitem estímulos sensitivos vindos do corpo para o cérebro, sendo a outra a via espinotalâmica, que transmite sensações de tato grosseiro (protopático), dor e temperatura.
O seu nome é devido às duas estruturas pelas quais as sensações ascendem: as colunas posteriores (ou dorsais) da medula espinhal e o lemnisco medial do tronco cerebral.
Há três neurônios envolvidos na via: primeiro, segundo e terceiro neurônios sensitivos. O primeiro neurônio sensitivo reside no gânglio sensitivo da raiz dorsal e envia axônios através do fascículo grácil e do fascículo cuneiforme. Esse neurônio fará sinapse com o segundo neurônio sensitivo nos núcleos grácil e cuneiforme, no bulbo inferior, onde há o cruzamento das vias (informações vindas do lado esquerdo do corpo cruzam para o lado direito e serão recebidas pelo córtex cerebral direito, e vice versa). O cruzamento das fibras formam o lemnisco medial no bulbo. O segundo neurônio manda seus axônios para o tálamo, onde faz sinapse com o terceiro neurônio sensitivo. Esse último neurônio emerge do tálamo e vai em direção ao giro pós-central.
A coluna dorsal é composta pelos fascículos grácil e cuneiforme. O fascículo grácil transmite informações vindas da parte inferior do corpo e o fascículo cuneiforme transmite informações vindas da parte superior.

## Estrutura
O tato discriminativo é muito bem desenvolvido nos dedos dos humanos e permite que sintamos texturas finas e que possamos identificar objetos pelas nossas mãos sem que precisemos olhar para eles. Essa habilidade é chamada de estereognosia.

#### Primeiro Neurônio
Essa sensação fina é detectada por mecanorreceptores presentes na derme da pele, próximo à epiderme. Quando esses receptores são estimulados por leve pressão, um potencial de ação é disparado. O primeiro neurônio também pode ser estimulado por receptores proprioceptivos no fuso muscular ou por outros receptores da superfície da pele, como as células de Merkel, corpúsculos de Ruffini, corpúsculos de Pacini e receptores do folículo capilar.

(1) Exemplo de um neurônio pseudounipolar. Note o processo único (axônio) que se origina do corpo celular que depois se divide em dois ramos.

Os neurônios sensitivos dessa via são pseudounipolares, ou seja, eles possuem um único processo que emana do corpo celular, com dois ramos distintos: um ramo periférico que funciona como um dendrito de um neurônio típico, recebendo informações, e um ramo central, que funciona como um axônio típico, levando informações para outros neurônios. Ambos os ramos na verdade são parte de um único axônio.
O potencial de ação que foi iniciado por corpúsculos táteis irá trafegar pelo ramo periférico do axônio do neurônio pseudounipolar e atingirá o corpo do neurônio no gânglio sensitivo da raiz dorsal. Ele, então, irá continuar pelo ramo central do mesmo neurônio através da raiz dorsal da medula, dentro do corno posterior e, então, irá ascender pela medula através do funículo posterior.
Os axônios vindos da parte inferior do corpo (abaixo de T6) entram na coluna dorsal e trafegam na parte medial da coluna dorsal chamada the fascículo grácil. Axônios vindos da parte superior do corpo entram em e acima de T6  e trafegam pelo fascículo cuneiforme, mais lateral.
Ao nível do bulbo, no tronco cerebral, os axônios do fascículo grácil (parte inferior do corpo) fazem sinapses com neurônios no núcleo grácil e o axônios do fascículo cuneiforme (parte superior do corpo) fazem sinapses com neurônios do núcleo cuneiforme.

#### Segundo Neurônio
Os neurônios secundários (que começam nos núcleos) cruzam para o outro lado do bulbo para formar o lemnisco medial. Esse cruzamento é comumente referido como a decussação sensitiva.
Os axônios sobem o resto do tronco cerebral pelo lemnisco medial e fazem sinapse com o terceiro neurônio sensitivo no tálamo.

#### Terceiro Neurônio
Os neurônios que partem do tálamo vão em direção ao membro posterior da cápsula interna. Os axônios fazem sinapse no córtex sensitivo primário, sendo que sensações vindas da parte inferior do corpo (membros inferiores) irão fazer sinapse na parte medial do córtex e sensações da parte superior (membros superiores e face) fazem sinapse com a parte lateral do córtex.

## Teste
Esta via sensorial é testada no exame físico neurológico através do teste de Romberg.
Neste teste, o paciente deve permanecer em pé com os pés juntos, mãos ao lado do corpo e olhos fechados por um minuto. O teste é considerado positivo quando se observa o paciente balançar ou mesmo cair.